# Gadjo
Gadjo (* 16. August 1972 in Hamburg; eigentlich Murat Arslan) ist Musikproduzent und DJ.

## Leben und Wirken
1970 wanderten die Eltern von Gadjo aus dem Osten der Türkei nach Hamburg aus. Mit 17 legte Gadjo Hip-Hop, Funk und Soul auf. Neun Jahre später arbeitete er in einem House Club. Sein erster Release war „Besame Mucho“, dem Alexandra Prince ihre Stimme verlieh auf dem Hamburger Indie-Label MuschiTunes. Die Single wurde aufgrund ihres großen Club-Erfolges schnell von der BMG lizenziert und ein Video wurde gedreht.
Es folgte die nächste Single „So Many Times“, ebenfalls auf MuschiTunes, später an diverse renommierte internationale Labels lizenziert, u. a. Subliminal Records, USA. Der Track erzielte große Erfolge und wurde als „Best Track of the Year“ beim House Music Award 2005 und als „Best House Track“ beim internationalen Dance Music Award 2006 nominiert. 
2007 gründet Gadjo die Firma „TornTape - Booking&Artists“, ein Unternehmen, das die PR, DJ Booking und Labelarbeit vom Künstler übernimmt. 